# 王剛 (政治家)
王 剛（おう ごう、ワン・ガン、1942年10月5日 - ）は、中華人民共和国の政治家。第17期中国共産党中央政治局委員、中央直属機関工委書記。

## 経歴
1967年、吉林大学哲学部哲学専攻卒業。1971年6月、中国共産党に入党。1981年に中央入りし、対台湾情報工作に従事。1985年に弁公庁へ異動し中央檔案館館長などを務める。曽慶紅が中央弁公庁主任だった1994年に副主任に抜擢され、1999年より主任となる。業務の性質上、胡錦濤の国内視察に随行することが多かったが、胡錦濤との関係はそれほど良いものではなかった。
2007年9月に中央弁公庁主任を解任されるが、10月の第17回党大会の業務を取り仕切る大会秘書長、副秘書長の人事が発表される。慣例では現職の中央弁公庁主任である令計画が副秘書長の末席に名前を連ねるはずが王剛の名前があったため、曽慶紅の影響力を改めて思い知らされる結果となった。2008年3月から全国政治協商会議第一副主席就任。
第16期中央政治局委員候補、第17期中央政治局委員。

## 外部サイト
- 新華社による履歴

| 先代曽慶紅 | 中央弁公庁主任1999年 - 2007年 | 次代令計画 |